# Jim Storrie
Jim Storrie (Kirkintilloch, 31 marzo 1940 – Cumbernauld, 11 novembre 2014) è stato un calciatore e allenatore di calcio scozzese, di ruolo attaccante.

## Biografia
Conosciuto come "Diamond Jim", Storrie era il cognato del calciatore scozzese Anthony Weldon. Sposatosi con Nancy Weldon, da cui ha avuto tre figli, è morto a Cumbernauld nel novembre 2014.

## Carriera

### Calciatore
Storrie si forma calcisticamente nel Kilsyth Rangers e nel dicembre 1957 viene ingaggiato dall'Airdrieonians. Con il club di Airdrie militerà sino al 1962, ottenendo come miglior piazzamento il quinto posto nella stagione 1958-1959.
Nel 1962 è ingaggiato per £15,650 dagli inglesi del Leeds Utd, società militante nella serie cadetta. Nella stagione d'esordio, Storrie con i suoi ottiene il quinto posto finale segnando 25 reti in 38 presenze, a cui seguirà la vittoria e la conseguente promozione in massima serie, pur vissuta ai margini a causa di un infortunio, l'anno dopo.
La First Division 1964-1965 è conclusa da Storrie e compagni a pari punti con il Manchester Utd, che però si aggiudicherà il titolo di campione d'Inghilterra in virtù della migliore differenza reti. Nella stessa stagione Storrie con il suo Leeds perde ai tempi supplementari la finale di FA Cup 1964-1965 contro il Liverpool, disputando una partita mediocre. 
Con 13 reti in 30 presenze anche la stagione seguente è chiusa al secondo posto, questa volta a sei punti dai campioni del Liverpool.  Storrie con i suoi partecipa alla Coppa delle Fiere 1965-1966, giungendo sino alle semifinali, perse contro il Real Saragozza.
Nel febbraio 1967 ritorna a giocare in Scozia presso l'Aberdeen, che lo ha acquistato per £13,500.  Nella Scottish Division One 1966-1967 ottiene il quarto posto, oltre a raggiungere la finale dalla Scottish Cup 1966-1967, persa contro il Celtic.
Nell'estate 1967 con il suo club disputò il campionato nordamericano organizzato dalla United Soccer Association: accadde infatti che tale campionato fu disputato da formazioni europee e sudamericane per conto delle franchigie ufficialmente iscritte al campionato, che per ragioni di tempo non avevano potuto allestire le proprie squadre. L'Aberdeen rappresentò i Washington Whips, vincendo la Eastern Division, qualificandosi per la finale. La finale vide i Whips cedere ai Los Angeles Wolves, rappresentati dai Wolverhampton. Storrie risulterà il miglior marcatore della compagine capitolina con 5 reti segnate in dodici incontri.
Dopo aver iniziato la stagione seguente con l'Aberdeen, segnando anche la sua prima rete europea contro gli islandesi del KR Reykjavík nei sedicesimi della Coppa delle Coppe 1967-1968, Storrie viene acquistato per £7,000 dagli inglesi del Rotherham Utd, militante nella serie cadetta.
Con il Rotherham retrocede in terza serie a seguito del penultimo posto nella Second Division 1967-1968.
Torna a giocare in cadetteria quando nel dicembre 1969 è ingaggiato per £5,000 dal Portsmouth, società in cui resterà sino al 1972. Dopo un passaggio all'Aldershot, torna in Scozia con i cadetti del St. Mirren. 
Chiuderà la carriera agonistica con i dilettanti del Waterlooville.

### Allenatore
Per 18 mesi, tra 1976 al 1978, ha allenato il St. Johnstone, club militante nella cadetteria scozzese. Successivamente lavorerà in alcuni centri sportivi e presso l'università di Stirling.

## Palmarès
- Second Division: 1

Leeds United: 1964